# Katsuura (Chiba)
Katsuura (勝浦市 Katsuura-shi?) es una ciudad localizada en Chiba, Japón.
A partir de 2010, la ciudad tiene una población de 20.570 y una densidad de 218 personas por km². La superficie total es de 94,20 km².
La ciudad fue fundada el 1 de octubre de 1958.

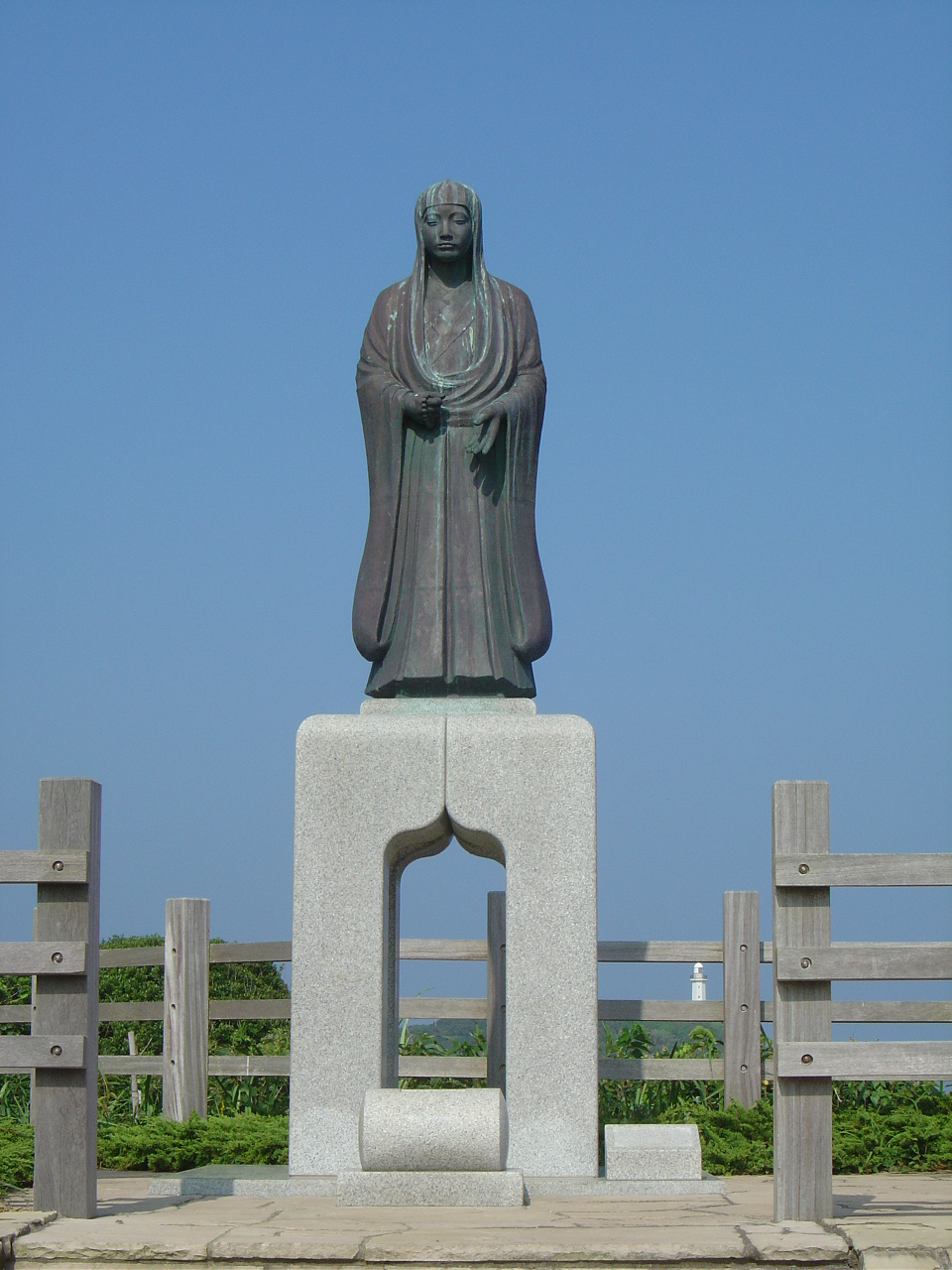
Estatua de bronce de "Youjuin" en el parque del Cabo Hachiman. (Katsuura, Chiba).